# Marco Buljević
Marco Buljević (Sindelfingen, 26 marzo 1987) è un cestista tedesco.

## Palmarès
- Campionato tedesco: 1

EWE Baskets Oldenburg: 2008-09
- Supercoppa tedesca: 1

EWE Baskets Oldenburg: 2009